# 63-й армейский корпус (вермахт)
63-й армейский корпус (нем. LXIII. Armeekorps), сформирован 14 ноября 1944 года.

## Боевой путь
С декабря 1944 года — на Западном фронте (на Рейне). В апреле 1945 года уничтожен американскими войсками в Рурском котле.

## Состав корпуса
В декабре 1944:
- 159-я пехотная дивизия
- 189-я пехотная дивизия
- 198-я пехотная дивизия
- 338-я пехотная дивизия
- 30-я добровольческая пехотная дивизия СС (2-я русская)

## Командующие корпусом
- С 24 ноября 1944 — генерал-лейтенант Фридрих-Август Шак
- С 13 декабря 1944 — генерал-лейтенант (с марта 1945 — генерал пехоты) Эрих Абрахам